# Mercedes-Benz CLK GTR
El Mercedes-Benz CLK GTR es un automóvil superdeportivo y de competición construido por el fabricante alemán Mercedes-Benz y Mercedes-AMG. Previsto para competir en el Campeonato FIA GT en 1997, fue diseñado principalmente para ser un automóvil de carreras, con algunas modificaciones secundarias para cumplir con la homologación para ser un automóvil de calle.
Después de competir con éxito en 1997, el automóvil fue rediseñado en 1998 para las 24 Horas de Le Mans y renombrado como CLK LM. El proyecto fue concluido en 1999, al ser sustituido por el Mercedes-Benz CLR, un prototipo de Le Mans.

## Versión de calle

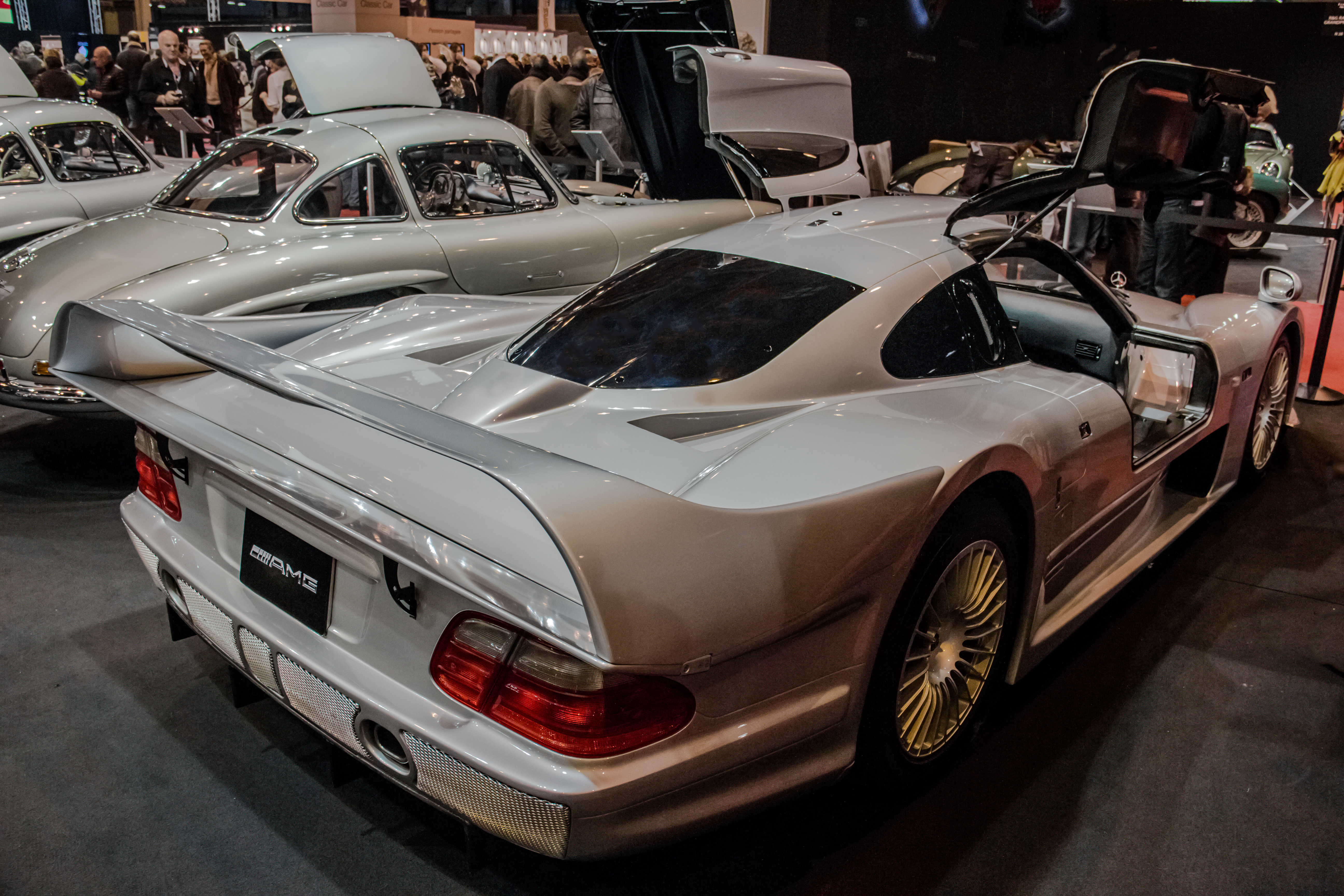
Vista trasera de un CLK LM, sucesor del CLK GTR, con la puerta abierta.

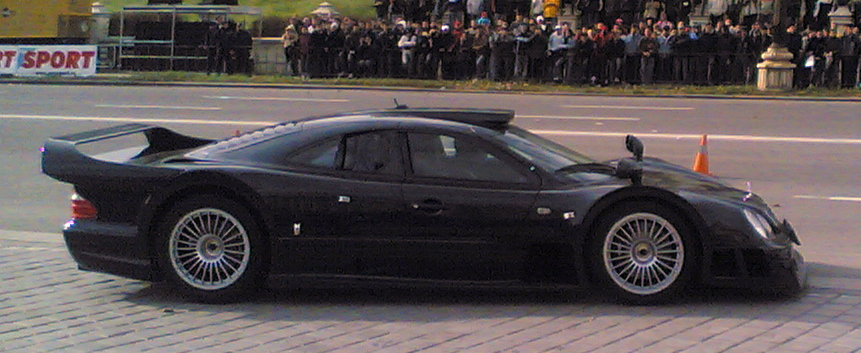
Vista de perfil.

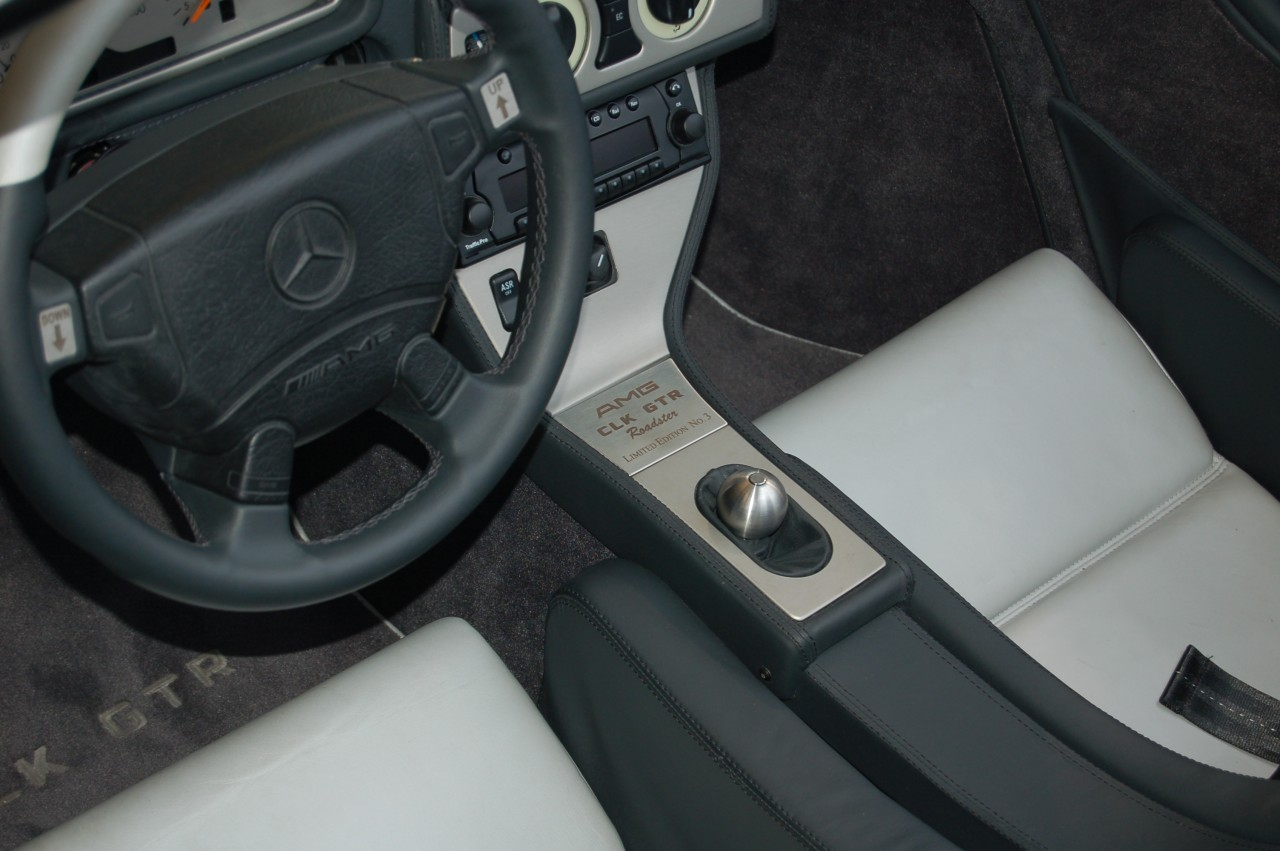
Habitáculo interior en el Salón del automóvil de Singen.

Incluso después que la clase GT1 de la FIA fuera cancelada para la edición de 1999, Mercedes estaba obligada a entregar los 25 automóviles homologados que había prometido. Se construyó el primer ejemplar en 1997 para cumplir con los requisitos de la FIA, pero este ejemplar no fue vendido y fue retenido por Mercedes-Benz. El resto de los 25 ejemplares fueron construidos entre el verano de 1998 y el invierno de 1999 en la factoría de Affalterbach, en Stuttgart. Todos los ejemplares del CLK GTR estaban fabricados para conducir por la derecha (con el volante a la izquierda), excepto uno fabricado exclusivamente para el Sultán de Brunéi Hassanal Bolkiah.
La diferencia con la versión de carreras eran mínimas, las comodidades y refinamientos estaban al mínimo ya que el deseo de Mercedes-Benz era el de ofertar un auténtico automóvil de carreras y no incrementar el precio final. Los interiores son de piel y como opcional había un sistema de aire acondicionado. Se habilitaron dos pequeños maleteros y se añadió un sistema de control de tracción para una conducción segura.
Ilmor Engineering realizó mejoras al motor, incrementando la capacidad de 5987 a 6898 cm³ (6 a 6,9 litros) que, aumentado con la eliminación de un restrictor de aire de carreras, proporcionaba una potencia de 673 CV (663,8 HP) a las 6600 rpm y un par motor máximo de 786 N·m (580 lb·pie) a las 5250 rpm, mientras que la versión "normal" desarrollaba 612 CV (603,6 HP) a las 6800 rpm y un par motor máximo de 775 N·m (572 lb·pie) a las 5250 rpm. Mercedes-AMG anunció una aceleración de 0-100 km/h (62 mph) en 3,8 segundos y una velocidad máxima de 320 km/h (199 mph).
El libro Guinness de los récords registró el CLK GTR como el automóvil de producción más caro jamás construido hasta el momento, con un precio de US$ 1.547.620.
Nacido a finales de los años 90 junto a la categoría GT1 de la FIA, como modelo para homologar la variante de competición mediante 25 unidades Straßenversion, el CLK GTR fue diseñado y fabricado por AMG en apenas cuatro meses. 128 días después del boceto en papel, el primer CLK GTR estaba listo y fue puesto a prueba en un circuito español antes de recibir luz verde.
A diferencia del McLaren F1 GTR, que el fabricante británico derivó de su modelo de calle, AMG tomó el camino opuesto, creando un coche de carreras que después adaptaría a la carretera, por lo que estamos ante, básicamente, un coche de carreras homologado para la calle, misma receta que ha utilizado más recientemente Ford para su actual Ford GT.
Así pues, el CLK GTR compartía muy poco con el CLK convencional, más allá de los cuatro faros redondos y los pilotos traseros. La versión de calle fue equipada con ABS, por aquello de incrementar la seguridad, pero no tenía muchas más comodidades.
Con Bernd Schneider al volante, el primer CLK GTR de carreras consiguió clasificarse en la pole en el circuito de Hockenheimring, en Alemania, a finales de marzo de 1997. Mientras tanto, más de 300 clientes habían mostrado ya su interés con respecto a la versión de carretera y se pusieron a la cola para acceder a una de esas 25 unidades, de las cuales 20 eran cupés y 5 Roadsters.
Tras un arranque de temporada movido, el CLK GTR consiguió victorias en los circuitos de A-1 Ring (el actual Red Bull Ring), Suzuka, Donington Park, Sebring y Laguna Seca, asegurando el título de constructores para AMG y el de pilotos para Bernd Schneider.

### Roadster
Después de la finalización de los CLK GTR cupé construidos, el grupo especialista de Mercedes-AMG, HWA AG, quienes asistieron en la construcción del CLK GTR, comenzó la construcción de la versión Roadster del CLK GTR.
Las cinco unidades se construyeron tanto por modificación de un CLK GTR ya existente, como por la construcción de un nuevo automóvil a partir de un chasis y partes de repuesto. Estos automóviles fueron modificados removiendo sus techos, así como la reconstrucción de los capós. El alerón trasero también se reemplazó por uno diferente, de aspecto similar al utilizado en las carreras CLK-GTR. La versión descapotable también montaba una rejilla diferente, que tenía una estrella, el símbolo de Mercedes-Benz, más grande que la de la versión cupé.
Más tarde se supo que en realidad se construyeron un total de 6 unidades del CLK GTR Roadster, pero que la marca guardó celosamente dentro de alguno de sus garajes sin sacarlo a la venta. Hasta 2014 fue vendida a un particular y, posteriormente, se ha puesto a disposición de la prestigiosa casa de remates Bonhams para su subasta.

#### Problemas
En 2003, un AMG CLK-GTR Roadster que había sido adquirido por US$ 1,7 millones por Mark Johnston en los Estados Unidos, sufrió problemas mecánicos después de unas cortas pruebas de conducción, incluyendo problemas de transmisión, fallos en el sistema hidráulico y las gomas de las ventanas estaban inacabadas. El motor finalmente falló debido a problemas de presión del aceite, pero Mercedes-Benz rechazó hacer alguna reparación y alegó que no podía reembolsar el automóvil.

### Super Sport
HWA AG también construyó dos unidades de una nueva variante, conocida como "CLK GTR Super Sport". Estos automóviles eran similares a los originales CLK GTR, aunque con el motor V12 de 7291 cm³ (7,3 litros) con una potencia máxima de 720 CV (710 HP; 530 kW) a las 6700 rpm del nuevo Mercedes-AMG, el cual estaba siendo utilizado en el superdeportivo Pagani Zonda S y F y en el Mercedes-Benz SL73 AMG. La nueva versión disponía de un splitter frontal adicional para obtener una mayor fuerza de atracción contra el suelo y tener mayor estabilidad a altas velocidades. Es capaz de acelerar de 0 a 100 km/h (62 mph) en solamente 3,0 segundos y tasa su velocidad punta en 375 km/h (233 mph).

## Especificaciones

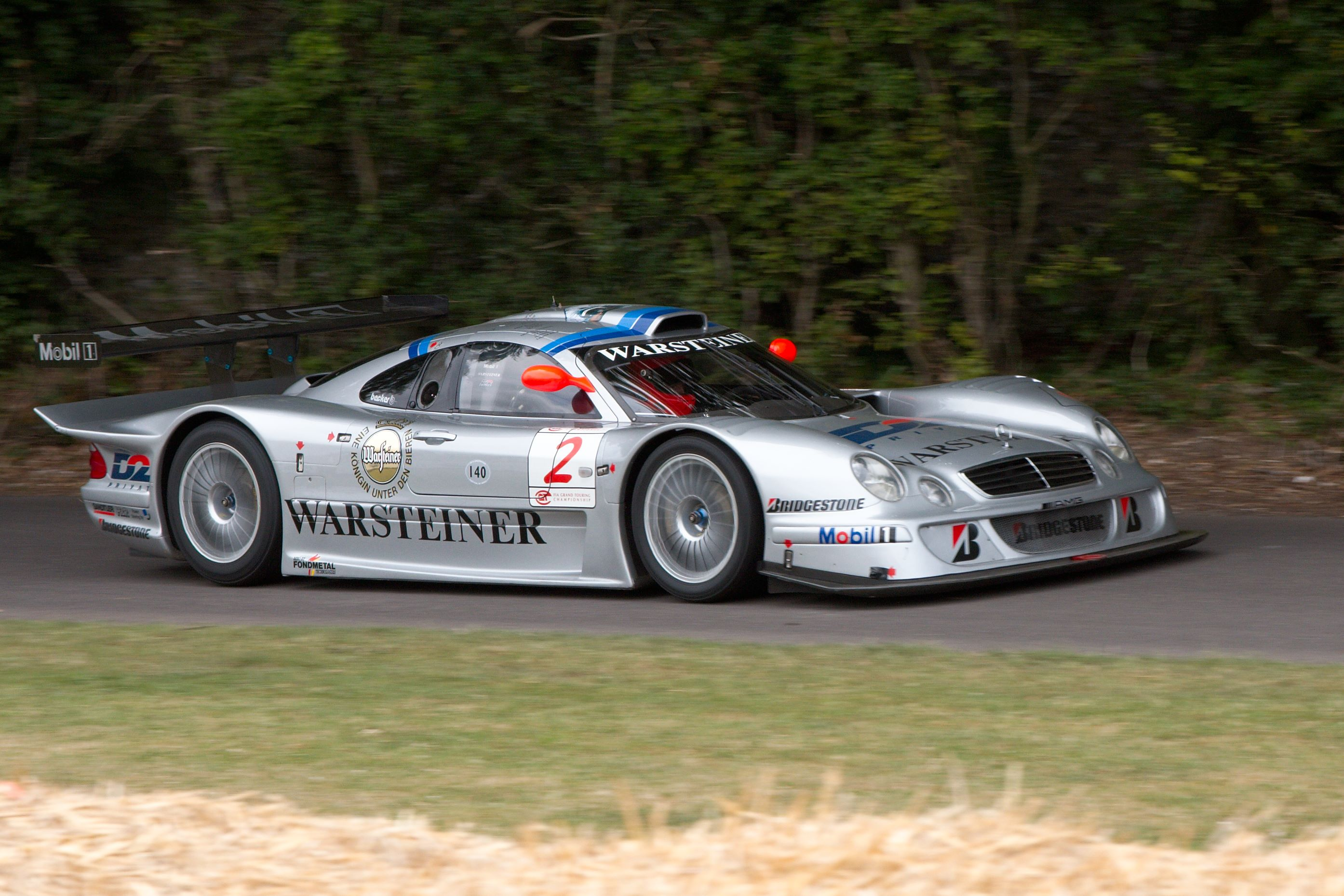
Versión LM de competición.

| Versiones          | LM                                 | Competición                        | Straßenversion                     | Ilmor                              | Super Sport                        |
| ------------------ | ---------------------------------- | ---------------------------------- | ---------------------------------- | ---------------------------------- | ---------------------------------- |
| Motor              | V8 a 90° DOHC 32 válvulas          | V12 a 60° DOHC 48 válvulas         | V12 a 60° DOHC 48 válvulas         | V12 a 60° DOHC 48 válvulas         | V12 a 60° DOHC 48 válvulas         |
| Código de motor    | GT 108 B (M119)                    | GT 112 (M120)                      | M297                               | M297                               | M297                               |
| Cilindrada         | 4973 cm³ (5 L; 303,5 plg³)         | 5987 cm³ (6 L; 365,3 plg³)         | 6898 cm³ (6,9 L; 420,9 plg³)       | 6898 cm³ (6,9 L; 420,9 plg³)       | 7291 cm³ (7,3 L; 444,9 plg³)       |
| Diámetro x carrera | 96,5 x 85 mm (3,80 x 3,35 plg)     | 89 x 80,2 mm (3,50 x 3,16 plg)     | 89 x 92,4 mm (3,50 x 3,64 plg)     | 89 x 92,4 mm (3,50 x 3,64 plg)     | 91,5 x 92,4 mm (3,60 x 3,64 plg)   |
| Potencia máxima    | 600 CV (592 HP; 441 kW) @ 7000 rpm | 600 CV (592 HP; 441 kW) @ 7000 rpm | 612 CV (604 HP; 450 kW) @ 6800 rpm | 673 CV (664 HP; 495 kW) @ 6600 rpm | 720 CV (710 HP; 530 kW) @ 6700 rpm |
| Par máximo         | n/a                                | 700 N·m (516 lb·pie) @ 3900 rpm    | 775 N·m (572 lb·pie) @ 5250 rpm    | 786 N·m (580 lb·pie) @ 5250 rpm    | 786 N·m (580 lb·pie) @ 5250 rpm    |

## En la cultura popular
Ha aparecido en algunos videojuegos de carreras, como: Midnight Club 3: DUB Edition, Need for Speed III: Hot Pursuit, Need for Speed: High Stakes, Need for Speed: Hot Pursuit 2, Gran Turismo 6, Forza Motorsport 3, Forza Motorsport 4, Forza Motorsport 5, Forza Motorsport 6, Forza Motorsport 7, Forza Horizon, Forza Horizon 3, Forza Horizon 4 y Forza Horizon 5.